# NGC 6008
NGC 6008是位於巨蛇座的一個棒旋星系。它相對於宇宙微波背景的速度為4,959±8公里/秒，對應的哈伯距離為73.2 ±5.1Mpc（∼2.39億光年）。它是由法國天文學家讓·瑪里·愛德華·史提芬於1880年6月10日發現的。
NGC 6008是一個低電離星系核，即其核心的發射光譜以弱電離原子的寬線為特徵。
NGC 6008中曾觀測到一顆超新星：SN 2023apm（II-P 型，視星等19.45等），由茨維基瞬變設施於2023年1月23日發現。

## 外部連結
- 维基共享资源上的相關多媒體資源：NGC 6008